# Michael Radford

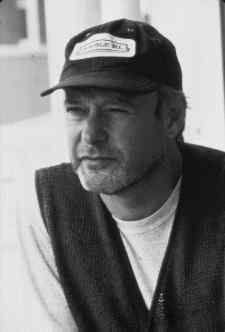
Michael Radford, vor 2007

Michael Radford (* 24. Februar 1946 in Neu-Delhi, Indien) ist ein britischer Drehbuchautor und Filmregisseur.

## Karriere
Michael Radford wurde bekannt durch den Film Der Postmann von 1994, für den er in den Kategorien „beste Regie“ und „bestes Drehbuch“ bei den Academy Awards nominiert war.
Seine Jugend verbrachte Radford in Indien. Als junger Mann kam er nach England, um am Worcester College an der Universität von Oxford Philosophie, Politik und Wirtschaftswissenschaften zu studieren. Nach dem Studium arbeitete er eine Zeit lang als Lehrer und Schauspieler. 1971 gehörte er zum Gründungsjahrgang der neu entstandenen National Film and Television School, an der er sich zum Dokumentarfilmer ausbilden ließ. Zu seinen bekanntesten frühen Dokumentationen gehören The Madonna and the Volcano (1979) und Van Morrison in Ireland (1981). Bis 1983 drehte er ausschließlich Dokumentarfilme, bevor er das Drehbuch für die Weltkriegsromanze Zu einer anderen Zeit schrieb, in der er auch Regie führte. Dem schloss sich die bislang bekannteste filmische Adaption von George Orwells 1984 mit Richard Burton in seiner letzten Rolle an. 1987 drehte Radford Die letzten Tage in Kenya, doch es sollte noch sieben Jahre dauern, bevor er mit Der Postmann seinen endgültigen Durchbruch schaffte. Der Film wurde als erste ausländische Produktion seit Ingmar Bergmans Schreie und Flüstern 22 Jahre zuvor in der Kategorie „bester Film“ für den Oscar nominiert, außerdem wurde er mit Anna Pavignano, Furio Scarpelli, Massimo Troisi und Giacomo Scarpelli für das Beste adaptierte Drehbuch nominiert. Nach diesem Erfolg gönnte sich Radford eine Auszeit und kehrte erst 1998 mit B. Monkey in die Kinos zurück. Seither hat er weiter Dokumentar- und Spielfilme realisiert, unter anderem Flawless von 2007 mit Michael Caine und Demi Moore, den Dokumentarfilm Michel Petrucciani – Leben gegen die Zeit über Michel Petrucciani (2011) und den Spielfilm Elsa & Fred mit Shirley MacLaine (2014).

## Filmografie (Auswahl)
- 1983: Zu einer anderen Zeit (Another Time, Another Place)
- 1984: 1984 (Nineteen Eighty-Four)
- 1987: Die letzten Tage in Kenya (White Mischief)
- 1994: Der Postmann (Il postino)
- 1997: B. Monkey
- 2000: Dancing at the Blue Iguana
- 2002: Ten Minutes Older (Episodenfilm, ein Kurzfilm)
- 2004: Der Kaufmann von Venedig (The Merchant of Venice)
- 2007: Flawless
- 2009: La Mula
- 2009: Michel Petrucciani – Leben gegen die Zeit (Michel Petrucciani, Dokumentarfilm)
- 2014: Elsa & Fred
- 2017: The Music of Silence (La musica del silenzio)